# Sự kiện Tả Thuận Môn
Sự kiện Tả Thuận Môn hay sự kiện cửa Tả Thuận (chữ Hán: 左顺门事件) phát sinh vào tháng 7 ÂL năm Gia Tĩnh thứ 3 (1524) đời Minh với hơn 200 triều thần tham gia, là nỗ lực cuối cùng của phái Hộ lễ trong cuộc tranh luận Đại lễ nghị. Minh Thế Tông cho phạt trượng những quan viên cấp thấp, khiến cho mười mấy người thiệt mạng, nên sự kiện này còn được gọi là Máu rưới cửa Tả Thuận (血溅左顺门, Huyết tiễn Tả Thuận Môn).

## Diễn biến
Ngày 12 tháng 7 ÂL năm Gia Tĩnh thứ 3 (1524), Minh Thế Tông làm chiếu sai Lễ bộ, vào ngày 14 dâng lên văn tế cha mẹ, để cáo với trời đất, tông miếu, xã tắc, quần thần (phần lớn là thành viên phái Hộ lễ) sôi sục. Vào lúc buổi chầu sớm kết thúc, Lại bộ tả thị lang Hà Mạnh Xuân kêu gọi: "Thời Hiến Tông, bá quan ở trước cửa Văn Hoa khóc xin, tranh luận về lễ tiết hạ táng Từ Ý hoàng thái hậu, Hiến Tông mới nghe theo, đây là chuyện cũ của bản triều." Tu soạn Dương Thận (con Dương Đình Hòa) cũng nói: "Nước nhà nuôi kẻ sĩ 150 năm, giữ vững tiết tháo đại nghĩa mà chết, là ngày hôm nay." Sau đó biên tu Vương Nguyên Chánh, cấp sự trung Trương Trùng ở phía nam cầu Kim Thủy giữ quần thần lại, Hà Mạnh Xuân, Kim Hiến Dân, Từ Văn Hoa hiệu triệu mọi người. Theo đó, hơn 200 triều thần hưởng ứng, cùng quỳ ở cửa Tả Thuận xin Thế Tông thay đổi chỉ ý.
Thế Tông ở điện Văn Hoa nghe tiếng khóc vang trời, mệnh thái giám truyền dụ các đại thần lui về, nhưng quần thần đến giờ Ngọ vẫn quỳ dưới đất không rời, ý đồ bức bách Hoàng đế phải chấp nhận. Thế Tông cả giận, sai Cẩm Y vệ bắt giam 8 người cầm đầu là Phong Hy, Trương Trùng, Dư Cao, Dư Khoan, Hoàng Đãi Hiển, Đào Tư, Tưởng Thế Phương, Mẫu Đức Thuần. Quần thần càng tỏ ra kích động, Dương Thận, Vương Nguyên Chánh lay cửa mà khóc, mọi người kêu khóc còn lớn hơn trước. Thế Tông lại hạ lệnh bắt giam tra khảo 134 quan viên từ Ngũ phẩm trở xuống; đình chức đợi tội 86 quan viên từ Tứ phẩm trở lên.

## Thành phần tham dự
| Cơ quan                | Lục bộ            | Tên quan viên tham gia sự kiện Tả Thuận Môn |
| ---------------------- | ----------------- | --- |
| Lục bộ, Cửu khanh      | Lục bộ, Cửu khanh | Kim Hiến Dân Binh bộ thượng thư, Tần Kim Hộ bộ thượng thư, Triệu Giám Hình bộ thượng thư, Triệu Hoàng Công bộ thượng thư, Du Lâm Công bộ thượng thư; Hà Mạnh Xuân Lại bộ tả thị lang, Chu Hi Chu Lễ bộ hữu thị lang, Lưu Ngọc Hình bộ tả thị lang; Vương Thì Trung Đô ngự sử, Trương Nhuận Đô ngự sử ; Uông Cử Tự khanh, Phan Hy Tằng Tự khanh, Trương Cửu Tự Tự khanh, Ngô Kỳ Tự khanh; Trương Toản Thông chánh sứ, Trần Thiêm Thông chánh sứ; Từ Văn Hoa Thiếu khanh, Trương Tấn Thiếu khanh, Tô Dân Thiếu khanh, Kim Toản Thiếu khanh; Trương Trọng Hiền Phủ thừa; Cát Hội Thông chánh tham nghị; Viên Tông Nho Tự thừa |
| Hàn Lâm viện           | Hàn Lâm viện      | Giả Vịnh Chưởng Chiêm sự phủ thị lang , Phong Hy Hàn Lâm học sĩ, Trương Bích Thị giảng, Dương Thận Tu soạn, Thư Phân Tu soạn, Dương Duy Thông Tu soạn, Diêu Lai Tu soạn, Trương Diễn Khánh Tu soạn, Vương Nguyên Chánh Biên tu, Hứa Thành Danh Biên tu, Lưu Đống Biên tu, Trương Triều Biên tu, Thôi Đồng Biên tu, Diệp Quế Chương Biên tu, Vương Tam Tích Biên tu, Dư Thừa Huân Biên tu, Lục Dặc Biên tu, Vương Tương Biên tu, Ứng Lương Biên tu, Vương Tư Biên tu; Kim Cao Kiểm thảo, Lâm Thì Kiểm thảo |
| Cấp sự trung           | Cấp sự trung      | Trương Trùng, Lưu Tể, An Bàn, Trương Hán Khanh, Trương Nguyên, Tạ Phần, Mao Ngọc, Tào Hoài, Trương Tung, Vương Tuyên, Trương Đình, Trịnh Nhất Bằng, Hoàng Trọng, Lý Tích, Triệu Hán, Trần Thì Minh, Trịnh Tự Bích, Bùi Thiệu Tông, Hàn Giai, Hoàng Thần, Hồ Nạp |
| Giám sát ngự sử        | Giám sát ngự sử   | Vương Thì Kha, Dư Cao, Diệp Kỳ, Trịnh Bổn Công, Dương Xu, Lưu Toánh, Kỳ Cảo, Đỗ Dân Biểu, Dương Thụy, Trương Anh, Lưu Khiêm Hanh, Hứa Trung, Trần Khắc Trạch, Đàm Toản, Lưu Trùng, Trương Lục, Quách Hy Dũ, Tiêu Nhất Trung, Trương Tuân, Nghê Tông Nhạc, Vương Hoàng, Thẩm Giáo, Chung Khanh Mật, Hồ Quỳnh, Trương Liêm, Hà Ngao, Trương Viết Thao, Lam Điền, Trương Bằng Hàn, Lâm Hữu Phu |
| Quan viên thuộc Lục bộ | Lại bộ            | Dư Khoan Lang trung, Đảng Thừa Chí Lang trung, Lưu Thiên Dân Lang trung; Mã Lý Viên ngoại lang, Từ Nhất Minh Viên ngoại lang, Lưu Huân Viên ngoại lang; Ứng Đại Du Chủ sự, Lý Thuấn Thần Chủ sự, Mã Miện Chủ sự, Bành Trạch Chủ sự, Trương Côn Chủ sự; Hồng Y Tư vụ |
| Quan viên thuộc Lục bộ | Hộ bộ             | Hoàng Đãi Hiển Lang trung, Đường Thăng Lang trung, Giả Kế Chi Lang trung, Dương Dịch Lang trung, Dương Hoài Lang trung, Hồ Tông Minh Lang trung, Lật Đăng Lang trung, Đảng Dĩ Bình Lang trung, Hà Nham Lang trung, Mã Triều Khanh Lang trung; Thân Lương Viên ngoại lang, Trịnh Chương Viên ngoại lang, Cố Khả Cửu Viên ngoại lang, Lâu Chí Đức Viên ngoại lang; Từ Tung Chủ sự, Trương Tường Chủ sự, Cao Khuê Chủ sự, An Tỷ Chủ sự, Vương Thượng Chí Chủ sự, Chu Tảo Chủ sự, Hoàng Nhất Đạo Chủ sự, Trần Nho Chủ sự, Trần Đằng Loan Chủ sự, Cao Đăng Chủ sự, Trình Đán Chủ sự, Doãn Tự Trung Chủ sự, Quách Nhật Hưu Chủ sự, Lý Lục Chủ sự, Chu Chiếu Chủ sự, Đái Kháng Chủ sự, Mâu Tông Chu Chủ sự, Khâu Kỳ Nhân Chủ sự, Trở Cư Chủ sự, Trương Hy Doãn Chủ sự; Kim Trung Phu Tư vụ; Đinh Luật Kiểm hiệu |
| Quan viên thuộc Lục bộ | Lễ bộ             | Dư Tài Lang trung, Uông Tất Đông Lang trung, Trương Huệ Lang trung, Trương Hoài Lang trung; Ông Bàn Viên ngoại lang, Lý Văn Trung Viên ngoại lang, Trương Xán Viên ngoại lang; Trương Thang Chủ sự, Phong Phường Chủ sự, Ngỗ Du Chủ sự, Đinh Nhữ Quỳ Chủ sự, Tang Ứng Khuê Chủ sự |
| Quan viên thuộc Lục bộ | Binh bộ           | Đào Tư Lang trung, Hạ Tấn Lang trung, Diêu Nhữ Cao Lang trung, Lưu Thục Tương Lang trung, Vạn Triều Lang trung; Lưu Chương Viên ngoại lang, Dương Nghi Viên ngoại lang, Vương Đức Minh Viên ngoại lang; Uông Trăn Chủ sự, Hoàng Gia Tân Chủ sự, Lý Xuân Phương Chủ sự, Lô Tương Chủ sự, Hoa Thược Chủ sự, Trịnh Hiểu Chủ sự, Lưu Nhất Chánh Chủ sự, Quách Trì Bình Chủ sự, Dư Trinh Chủ sự, Trần Thưởng Chủ sự; Lý Khả Đăng Tư vụ, Lưu Tòng Học Tư vụ |
| Quan viên thuộc Lục bộ | Hình bộ           | Tưởng Thế Phương Lang trung, Trương Nga Lang trung, Chiêm Triều Lang trung, Hồ Liễn Lang trung, Phạm Lục Lang trung, Trần Lực Lang trung, Trương Đại Luân Lang trung, Diệp Ứng Thông Lang trung, Bạch Triệt Lang trung, Hứa Lộ Lang trung; Đái Khâm Viên ngoại lang, Trương Kiệm Viên ngoại lang, Lưu Sĩ Kỳ Viên ngoại lang; Kỳ Sắc Chủ sự, Triệu Đình Tùng Chủ sự, Hùng Vũ Chủ sự, Hà Ngao Chủ sự, Dương Liêm Chủ sự, Lưu Sĩ Chủ sự, Tiêu Chương Chủ sự, Cố Đạc Chủ sự, Vương Quốc Quang Chủ sự, Uông Gia Hội Chủ sự, Ân Thừa Tự Chủ sự, Lục Thuyên Chủ sự, Tiền Đạc Chủ sự, Phương Nhất Lan Chủ sự |
| Quan viên thuộc Lục bộ | Công bộ           | Triệu Nho Lang trung, Diệp Khoan Lang trung, Trương Tử Trung Lang trung, Uông Đăng Lang trung, Lưu Ki Lang trung, Giang San Lang trung; Kim Đình Thụy Viên ngoại lang, Phạm Thông Viên ngoại lang, Bàng Thuần Viên ngoại lang; Ngũ Dư Phúc Chủ sự, Trương Phượng Lai Chủ sự, Trương Vũ Chủ sự, Xa Thuần Chủ sự, Tưởng Củng Chủ sự, Trịnh Lưu Chủ sự |
| Quan viên thuộc Lục bộ | Đại Lý tự         | Mẫu Đức Thuần Tự chánh, Tưởng Đồng Nhân Tự chánh; Vương Vĩ Tự phó, Lưu Đạo Tự phó; Trần Đại Cương Bình sự, Chung Vân Thụy Bình sự, Vương Quang Tể Bình sự, Trương Huy Bình sự, Vương Thiên Dân Bình sự, Trịnh Trọng Bình sự, Đỗ Loan Bình sự |

## Hậu quả
Nội các thủ phụ Mao Kỷ làm sớ xin tha cho mọi người không được, đành xin hưu. Ngày 20, Thế Tông xử đình bổng (cắt tiền lương) 1 tháng đối với quan viên từ Tứ phẩm trở lên; phạt trượng đối với quan viên từ Ngũ phẩm trở xuống, bọn biên tu Vương Tương 18 người bị đòn mà chết; 8 người cầm đầu cùng Dương Thận, Vương Nguyên Chánh bị sung quân ở biên thùy. Sau đó Hà Mạnh Xuân bị giáng chức đi làm Nam Kinh Công bộ tả thị lang. Nam Kinh chỉ cần 1 thị lang, vốn đã có Hữu thị lang Trương Tông, Mạnh Xuân đến đấy là thừa.
Phái Hộ lễ bị tổn thất nặng nề, không thể tiếp tục cuộc tranh luận Đại lễ nghị được nữa!